# Matt Hadan
Matthew Merle Hadan (né le 4 juin 1970 à Azusa) est un coureur cycliste américain, spécialiste du BMX.

## Palmarès

### Championnats du monde
- Whistler 1985
  -  Médaillé d'argent du BMX cruiser dans la catégorie 14-15 ans
- Orlando 1987
  -  Champion du monde de BMX cruiser dans la catégorie 16-17 ans
- Le Castellet 1990
  -  Médaillé de bronze du BMX  (pro-class)
- Waterford 1994
  -  Médaillé d'argent du BMX (superclass 20 pouces)
- Saskatoon 1997
  -  Médaillé de bronze du BMX
- Melbourne 1998
  -  Médaillé de bronze du BMX cruiser